# ویکتور بورگه
ویکتور بورگه (زاده ۳ ژانویه ۱۹۰۹- درگذشته ۲۳ دسامبر ۲۰۰۰)؛ کمدین، پیانیست و رهبر ارکستر مشهور دانمارکی بود که به عنوان شاهزادهٔ طنز دانمارک شناخته می‌شد.
بورگه در شهر کپنهاگ و در یک خانوادهٔ یهودی متولد شد. پدر و مادرش هر دو موسیقی دان بودند. بورگه نواختن پیانو را در ۲ سالگی آغاز کرد و خیلی زود به استعداد فراوانش در زمینه موسیقی پی برده شد. وقتی که تنها ۸ سال سن داشت، اولین رسیتال پیانویش را ارائه داد و در سال ۱۹۱۸ جایزه‌ای به عنوان کمک هزینه کامل تحصیل در آکادمی رویال دانمارک دریافت کرد. بعدها توسط اساتیدی همچون فردریک لماند، ویکتور چیولر و اگون پیتری به تحصیل در زمینه موسیقی پرداخت.
اولین کنسرت بزرگ وی در سال ۱۹۲۶ در تالار موسیقی دانمارک برگزار شد. چند سال بعد تورهای کنسرت گسترده‌ای در اروپا برگزار کرد. با اوج‌گیری فعالیت نازی‌ها به زبان طنز شروع به انتقاد از آن‌ها نمود و با اشغال دانمارک به سوئد و سپس فنلاند فرار کرد. نهایتاً در سال ۱۹۴۰ و تنها با مبلغ ۲۰ دلار (معادل ۳۱۰ دلار در حال حاضر) به امریکا مهاجرت کرد.
ویکتور بورگه سرانجام پس از سال‌ها فعالیت هنری در ۲۳ دسامبر ۲۰۰۰ درگذشت.